# Случај тајландског ропства у фабрици одјеће у Ел Монтију
Дана 2. августа 1995. године, 72 држављана Тајланда пронађена су како раде у условима ропства у импровизованој фабрици одјеће која се састоји од низа стамбених дуплекса у Ел Монтију, Калифорнија, источно од Лос Анђелеса. Овај случај се сматра првим признатим случајем модерног ропства у Сједињеним Државама од укидања ропства. То је служило као позив за буђење за свијет глобалном феномену трговине људима и модерног ропства и започело је покрет против трговине људима у Сједињеним Америчким Државама са Тајландским центром за развој заједнице као његовим пиониром. Случај је такође довео до доношења калифорнијских закона за реформу индустрије одјеће и окончање злоупотреба у радњама кроз независно праћење и кодекс понашања, а затим и до Закона о заштити жртава трговине људима и насиља из 2000. (ТВПА) који је донио Конгрес Сједињених Америчких Држава (касније познат као Закон о поновној ауторизацији за заштиту жртава трговине људима (енгл. Trafficking Victims Protection Reauthorization Act, скраћено TVPRA).

## Почетак
Још 1988. године, регрути на Тајланду су вршили претрес села у провинцијским дијеловима Тајланда тражећи раднике за индустрију конфекције. Многи конфекционари су долазили из сиромашних пољопривредних породица и били су жељни да искористе сваку прилику да побољшају своје животне прилике. Рочана, једна од 72 радника откривена у радионици, рекла је да жељела да оде у Америку како би имала бољи живот за себе и своју дјецу. Рекла је да је регрутер био љубазан и великодушан обећавајући јој легитиман посао који ће јој омогућити да брзо отплати зајам од 4.800 долара који је обезбедила од регрутера за плаћање авионске карте и накнаде за обраду докумената у Сједињеним Америчким Државама.
На другим мјестима на Тајланду, многи други су чули исту причу. Одвели су их на аеродром и дали им скупи накит да носе како би изгледали као богати туристи. Након што су прошли имиграциону контролу, регрутери су узели накит, пасоше и новац. Превезли су раднике у комплекс Ел Монти — низ двоспратних зграда са забијеним прозорима и оградом која је окруживала цијело имање, прекривена бодљикавом жицом и шиљцима окренутим ка унутра. Два стражара наоружана оружјем, ножевима и бејзбол палицама патролирали су зградом двадесет четири часа дневно.
Једном у комплексу Ел Монти, грађани Тајланда су били приморани да шију одјећу седамнаест до двадесет два часа дневно. Није им био дозвољен никакав контакт са спољним свијетом, а њихова писма кући су цензурисана, отварана и читана како би се осигурало да вијести о њиховом заточењу неће стићи кући. Нису им дозвољавали паузе чак ни када су болесни или било какве друштвене интеракције међусобно. Били су под константним надзором наоружаних стражара. Неки су против своје воље држани чак седам година.
Радници практично нису били плаћени јер су морали да отплате дуг према трговцима/послодавцима. У суштини, они су постали најамне слуге. Међутим, били су приморани да купују храну и личне потрепштине попут пасте за зубе и шампона по надуваним цијенама од послодаваца који живе у комплексу који су радили разне ствари у гаражама. Пошто немају новца за куповину, ови износи за станарину и личне ствари би само били прикачени на њихове дугове. Стога је њихов дуг само растао без краја.
Они су шиле одјећу за многе познате брендове као што су Anchor Blue, B.U.M., High Sierra, CLEO и Tomato Inc. Радници су били приморани да се буде у шест сваког јутра и радили су под будним оком својих тајландских послодаваца који су укључивали Суни Манасурангкун и њена четири сина и двије снахе.
Радници су упозорени, ако се усуде да побегну, и они и њихове породице код куће биће физички повријеђени. Такође им је запријећено да ће их ухватити власти Сједињених Америчких Држава које ће им обријати главе и депортовати их назад на Тајланд. Пријетња одмаздом била је стална и немилосрдна. Стражари су им чак показали и слику посљедњег човјека који је покушао да побјегне — претучен је.

## Откриће и слобода
Бодљикава жица, коју су Рочана и остали касније открили, била је постављена након што је једна жртва појбегла преко прозора на другом спрату. Превише уплашена да би контактирала полицију, жена је испричала своју причу тек свом дјечку годинама касније кад је била на слободи. Али на крају је причу поновила њена сарадница и дошла је до ушију замјеника комесара за рад државе Калифорније ТК Ким који је прегледао фабрику одјеће у којој су радили она, њен дјечко и сарадник.
Дана 1. августа 1995. године, замјеник комесара за рад ТК Ким дошао је у канцеларију Тајландског центра за развој заједнице и састао се са његовим извршним директором, Чанчанитом Марторел, и затражио од Тајландског центра за развој заједнице да учествује у препаду мулти-владине агенције на имању Ел Монти. Агенције које су учествовале у рацији укључивале су Одјељење за индустријске односе државе Калифорније – Одјељење за спровођење стандарда рада (Калифорнијска комисија за рад или ДЛСЕ), Министарство рада Сједињених Америчких Држава – Одјељење за плате и сатове, Управу за безбједност и здравље на раду државе Калифорније, Одјељење за развој запошљавања државе Калифорније, полиција Ел Монтија и Тајландски центар за развој заједнице. У 5 сати прије свитања 2. августа 1995. године, упад се догодио на имање за ропство у Ел Монтију. Органи за спровођење закона, укључујући полицију Ел Монте и заклете калифорнијски мировни службеници из ДЛСЕ-а, прво су обезбједили локацију за рацију на имању Ел Монти, а остале агенције, укључујући Тајландски центар за развој заједнице, су пратиле да пронађу раднике и одвоје их од послодаваца. Чанчанит Марторел, извршни директор Тајландског центра за развој заједнице, учествовала је у тој рацији и када је дошла на лице мјеста, почела је да разговара са уплашеним радницима на њиховом матерњем језику, смирујући њихове страхове и увјеравајући их да су сада ослобођени и да им неће бити ништа лоше. Објаснила је ко је Тајландског центра за развој заједнице и какву ће улогу имати у пружању подршке и помоћи у остваривању правде.
Из имања Ел Монти, умјесто да буду предати Тајландском центру за развој заједнице како би били заштићени и збринути као што је обећано, радници су превезени у притвор Службе за имиграцију и натурализацију (ИНС), гдје су радници притворени и поново заточени, али овог пута у у рукама владе Сједињених Америчких Држава још девет дана. Тајландски центар за развој заједнице и његов савезник, Корејски заступници имигрантских радника одмах су формирали широку коалицију грађанских, имигрантских организација за радничка права која је укључивала Коалицију за људска права имиграната из Лос Анђелеса, корејске заговорнике имигрантских радника (КИВА - данас познату као Савез радника имиграната у Кореји), Азијско-пацифички амерички правни центар (АПАЛЦ – данас познат као Азијски Американци Унапређење правде) и Синдикат занатлија, индустријских и текстилних радника (УНИТЕ) да се боре за ослобађање радника из притвора. Током тих девет дана, коалиција је посјетила притворски центар захтевајући приступ радницима Ел Монтија, одржала је конференцију за штампу и засједала, и тражила да се они одмах пусте под бригу Тајландском центру за развој заједнице.
Након девет дугих дана и ноћи у притвору – периода током којег су радници били везани кад год су транспортовани између резервоара ИНС-а у центру Лос Анђелеса и федералног притворског центра на острву Сан Педро Терминал – радницима је коначно било дозвољено да скину своју наранџасту затворску одјећу и обуку сопствену одјећу и препусте ИНС бризи Тајландском центру за развој заједнице. Дозвољено им је да се укрцају у донирани жути школски аутобус који је уредила ЦХИРЛА и крену према привременим склоништима које је уредио Тајландски центар за развој заједнице, укључујући склоништа која припадају Методистичкој цркви у Сјеверном Холивуду, Епископалној цркви у Тујунги и Филипино Америцан Сервице Гроуп, Инц. (ФАСГИ ) у Лос Анђелесу тек након што је УНИТЕ успио да убједи судију Сједињених Америчких Држава да дозволи да радници буду пуштени под „потписним обвезницама“ умјесто готовинских обвезница као начина да се обезбједи повратак радника на суд да свједоче као свједоци у кривичном гоњењу својих отмичара, пошто је савезни суд Сједињених Америчких Држава раднике сада одредио као материјалне свједоке. Тајландски центар за развој заједнице је организовао да те обвезнице потпишу његове присталице и савезници.
Тајландски центар за развој заједнице је започео тежак задатак да радницима пружи хитну помоћ и помоћ при пресељењу. Тајландски центар за развој заједнице је обезбједио радна овлашћења и бројеве социјалног осигурања за раднике, одржао састанке са коалицијом и радницима о тражењу обештећења и реституцији док је учествовала у КИВА-иној кампањи одговорности малопродаје за реформу индустрије одјеће у којој су радници такође учествовали и научили да постану сами активисти, те су створили фонд за подршку радницима и помогли им да добију трајни смјештај, здравствену заштиту, запослење, правну, језичку и помоћ у акултурацији.
Седморо оних који су радили на лицу мјеста су приведени у савезни притвор и изјаснили се кривим за принудно ропство и завјеру. Два брата су избјегла хапшење и побјегла на Тајланд, а влада Сједињених Америчких Држава их још увијек сматра бјегунцима.
Пошто Сједињене Америчке Државе нису имале законе о имиграционој помоћи у то вријеме за жртве трговине људима, радници су били у опасности да буду депортовани убрзо након успјешног кривичног гоњења њихових трговаца. Случај су процесуирали помоћници америчког тужиоца, Мајкл Џенако и Том Ворен. Специјални агент ИНС-а Филип Бонер је користио други закон да им помогне да остану у земљи. Његова паметна употреба виза С, колоквијално познатих као визе за цинкароше које се користе за цинкароше у случајевима трговине дрогом, не само да је омогућила жртвама одлагање док су у Сједињеним Државама, већ је осигурала могућност радника да се прилагоде трајном статусу легалног боравка након три године континуираног присуства у Сједињеним Америчким Државама. Пошто су радници спадали у ову категорију, могли су да остану у Сједињеним Америчким Државама избјегавајући депортацију гдје би се сасвим сигурно суочили са одмаздом својих трговаца људима који су на Тајланду.
У име радника вођена је и грађанска парница. У грађанском поступку, радници су добили нагодбу од 4 милиона долара од продаваца и произвођача који су профитирали од њиховог робовског рада. Правне агенције које су помогле радницима око грађанске тужбе биле су Азијско-пацифички амерички правни центар, Asian Law Caucus; ACLU Immigrants Rights Project; the ACLU Foundation of Southern California; и Правна фирма Дана Стомера и Деле Бихан. Главни адвокат била је Џули Су, која је тренутно вршилац дужности секретара за рад Сједињених Америчких Држава.
Породице радника су се поново ујединиле са њима овде у Сједињеним Америчким Државама и радници су од тада постали независни и продуктивни појединци који су нашли сталан посао ван индустрије одјеће или постали власници предузећа уз помоћ програма малог бизниса и предузетништва Тајландског центра за развој заједнице кроз њихову обуку и сада су натурализовани грађани Сједињених Америчких Држава и портпароли против трговине људима и модерног ропства.

## Медија
Представа Тканина из 2010. године Хенрија Онга заснована је на догађајима у овом случају.